# Щит (село)
Вижте пояснителната страница за други значения на Щит.
Щит е село в Южна България. То се намира в община Свиленград, област Хасково.

## География
Разположено е до самата граница с Турция.

## История
В късната античност и средновековието това е крепостта Скутарион. В епархийските списъци е споменат епархийски център Скутариу (на гръцки: ό Σκουταρίου м. род), чиято епархия е подчинена на Филипополската митрополия. Константин Иречек и проф. Веселин Бешевлиев отъждествяват седалището на епархията именно с руините в село Скутаре или Юскюдар, сега с. Щит.
Крепостта е превзета от кхан Крум в 813 г. което е отбелязано с триумфална колона, наред с колоните с имената на останалите крепости взети от българите тогава, изписани в алеята колони на победите в столицата Плиска. Надписът е отчупен в края на името и то присъства така на гръцки: ΣΚΟΥΤΑΡ... Проф. Бешевлиев възстановява надписа като: + Κάστρον Σκουταρίου по аналогия с други подобни надписи върху триумфални колони от Плиска, засягащи превзети византийски крепости.
В мемоарите на византийската принцеса Ана Комнина (XII в.) се споменава „...едно селище на име Скутари, на осемдесет стадии от Адрианопол" (80 стадия = ок. 15 km).
С падането под османско владичество името е преиначено на Юскюдар, Искидер. Към 1675 година Юскюдар е център на нахия, вакъф на покойния Синан паша – зет на султан Баязид II. По това време местните българи, жители на Юскюдар и околните села, се разбягват на север и на юг, поради което е издадена султанска заповед до кадиите в Стара Загора, Нова Загора и Одрин бегълците да бъдат издирени и върнати.
След Освобождението, 1878 г., селото остава в границите на Османската империя. В него живеят предимно гърци или гърцизирани българи – парапанковци, които го наричат Скутари. Според статистиката на професор Любомир Милетич в 1912 година в селото живеят 266 български патриаршистки семейства. След победата в Балканската война от 1912 – 1913 г. регионът освободен от турска власт и отново е част на българската държавна територия. През 1923 г. голямата изселническа вълна принуждава гърците да напуснат Скутари и на тяхно място се заселват българи от Беломорието. Размяната на населението и собствеността е уредена по Спогодбата Моллов – Кафандарис от 1927 г. След като гърците напускат селото, в Гърция те се заселват в село Къспикеси, което е прекръстено на Скутари.
В 1934 г. името на Скутари е преведено като Щит. На 4,5 км източно е старата 14-а гранична застава „Юнак“. До промените започнали в 1989 г. селото е било доста голямо и е било своеобразен културен, гарнизонен и стопански център на района, но днес жителите му наброяват едва около 100.

## Религии
- източно православна

## Културни и природни забележителности
На хълма непосредствено над селото стоят останки от древната крепостна стена на Скутарион, а наоколо още могат да се намерят корозирали остриета, фрагменти от стрели и копия. Хълмът „Бирго“ (Кулата, Пирго) се слави с особено свойство – при подскок върху него, се чува звук като при кух съд.
Църквата „Света Богородица“ е построена през 1792 г. След 9 септември 1944 г. църквата бива изоставена и чак след 2000 г. е реставрирана и отворена отново.
Източно от селото, между селата Щит и Пашово, се намират останките на стара турска баня, за която се предполага че е построена по римско или византийско време, а впоследствие поддържана и използвана до XIX в., по сведения на местните жители. Там е имало и джамия, разрушена след освобождението на селото. По спомени на местни жители, през тази долина е минавал търговски път от Одрин за Ямбол, като комплексът е обслужвал пътниците.

## Редовни събития
- Всяка година на 28 август се провежда събор.